# Koszeliwka (obwód chmielnicki)
Koszeliwka (ukr. Кошелівка) – wieś na Ukrainie, w obwodzie chmielnickim, w rejonie chmielnickim, w hromadzie Zasłuczne. W 2001 liczyła 431 mieszkańców, spośród których 424 wskazało jako ojczysty język ukraiński, a 7 rosyjski.